# Expeditions: A MudRunner Game
Expeditions: A MudRunner Game — відеогра у жанрі транспортного симулятора, розроблена компанією Saber Interactive й видана Focus Entertainment. Гра є спінофом гри MudRunner і вийшла 5 березня 2024 року для таких платформ, як Windows, Nintendo Switch, PlayStation 4, PlayStation 5, Xbox One та Xbox Series.

## Ігролад
Як і в попередніх іграх серії, гравець повинен керувати різними позашляховиками по непрохідних бездоріжжях. Однак, на відміну від своїх попередників, гра зосереджена на дослідженні, а не на транспортуванні вантажу. У грі гравці очолюють наукові експедиції до трьох різних місць, розташованих у Літл-Колорадо, що в Аризоні та Карпатах у Центральній Європі. Кожна мапа в грі — це велике, відкрите середовище, наповнене додатковими завданнями, хоча режим freeroam не може бути відкритий, поки гравці не завершать місію експедиції на кожній мапі. Експедиції представляють ряд нових інструментів, включаючи домкрати, які перевертають автомобілі гравців, металошукачі та дрони з камерами, які дозволяють гравцям розвідувати довкілля та знаходити цінні схованки, а також сонарний детектор, який допомагає визначити глибину води. Гравці також можуть прикріпити лебідку до дерева або будь-якої скельної поверхні, що дозволяє автомобілю долати круті скелі. У міру проходження гри гравцям потрібно розширювати науково-дослідну структуру свого основного табору та торгові майданчики, відкриваючи нові інструменти та наймаючи нових неігрових персонажів, які допоможуть їм у виконанні місій.

## Розробка
Saber Interactive, що розробила MudRunner та SnowRunner, розробила й Expeditions. Креативний директор Олівер Холліс-Леік додав, що у порівнянні зі SnowRunner, Expeditions має «більш пригодницький дух», оскільки перед гравцями стоїть завдання використовувати нові методи, щоб визначити та досягти своїх цілей. Expeditions: A MudRunner Game була анонсована видавцем Focus Entertainment у серпні 2023 року. Гра вийшла для Microsoft Windows, Nintendo Switch, PlayStation 4, PlayStation 5, Xbox One і Xbox Series 5 березня 2024 року. Кооперативний багатокористувацький режим буде додано до гри шляхом безкоштовного оновлення вже після релізу.

## Сприйняття
| Агрегатор  | Оцінка                                |
| ---------- | ------------------------------------- |
| Metacritic | (PC) 78/100 (PS5) 79/100 (XSX) 81/100 |

| Видання   | Оцінка |
| --------- | ------ |
| IGN       | 8/10   |
| Shacknews | 7/10   |

Гра отримала «загалом схвальні» відгуки за версією агрегатора рецензій Metacritic.
Люк Рейлі з IGN описав гру як «достойний розвиток ідеї» SnowRunner. Він завершив свій огляд, написавши, що «унікальний стиль неспішної мандрівки Expedition не підійде кожному, але можливість успішно проїхати на вантажівці місцевістю, на яку побоялися б ступити найсміливіші першопрохідці, все ще є незвичним випробуванням, яке доводить, що подорож завжди важливіша за пункт призначення». Ян Оле Пік з Shacknews назвав гру «цікавою ітерацією» для франшизи. Хоча він визнав гру приємною, він був розчарований новими доповненнями, відчуваючи, що вони недостатньо пропрацьовані. Рік Лейн з Rock, Paper, Shotgun написав, що гра «все ж таки досягла успіху у своїй головній меті - побудувати світ, де автомобіль і земля перебувають у нестримному протистоянні», хоча і розкритикував інтерфейс гри, недостатньо складні завдання і відсутність головної історії. Зрештою, він дійшов висновку, що «займатися фальшивою наукою досить нудно без жодних персонажів чи цілей, до яких можна було б її прив'язати».